# روبرت شتولتس

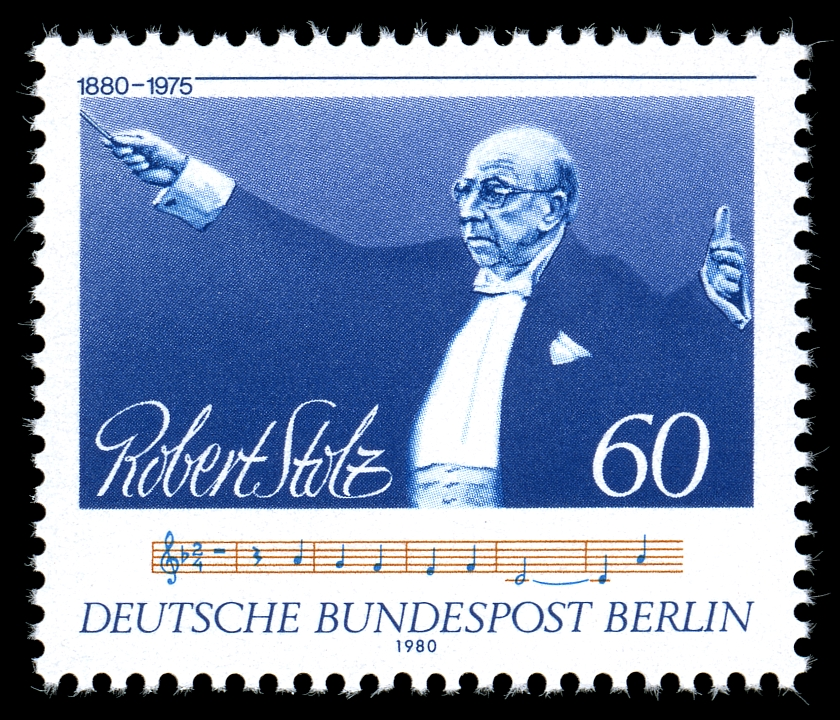
طابع بريد لعام 1980 صادر عن البريد الألماني تحمل صورة روبرت شتولتس

روبرت شتولتس (Robert Stolz) أو روبرت إليزابت شتولتس (25 أغسطس 1880 في غراتس - 27 يونيو 1975 في برلين) كان ملحن وقائد أوركسترا نمساوي.

## حياته
كان روبرت شتولتس الطفل الثاني عشر للملحن ومدير الموسيقى جاكوب شتولتس وزوجته إيدا، درس الموسيقى في غراتس، برلين وفيينا. في عام 1897 أصبح مدرب أوبرا في المسرح البلدي غراتس، ثم مايسترو في ماريبور وفي عام 1902 في مسرح المدينة بسالزبورغ.
هناك ظهر في 3 مارس 1903 مع أوبرات تمثيلية كملحن. بعد المشاركة في المسرح الألماني في برنو أصبح بين عامي 1905 و 1917 مدير الموسيقى ومدير مسرح فيينا.

## روابط خارجية
- روبرت شتولتس على موقع IMDb (الإنجليزية)
- روبرت شتولتس على موقع روتن توميتوز (الإنجليزية)
- روبرت شتولتس على موقع مونزينجر (الألمانية)
- روبرت شتولتس على موقع ألو سيني (الفرنسية)
- روبرت شتولتس على موقع ميوزك برينز (الإنجليزية)
- روبرت شتولتس على موقع ميوزك برينز (الإنجليزية)
- روبرت شتولتس على موقع أول موفي (الإنجليزية)
- روبرت شتولتس على موقع قاعدة بيانات برودواي على الإنترنت (الإنجليزية)
- روبرت شتولتس على موقع قاعدة بيانات الأفلام السويدية (السويدية)
- روبرت شتولتس على موقع ديسكوغز (الإنجليزية)